# Łochów
Łochów ist eine Stadt- und Sitz der gleichnamigen Stadt- und Landgemeinde im Powiat Węgrowski in der polnischen Woiwodschaft Masowien.

## Geographie
Die Kreisstadt Węgrów liegt 27 km entfernt südöstlich. In Łochów kreuzen sich die Landesstraßen 50 (von Ostrów Mazowiecka nach Mińsk Mazowiecki) und 62 (von Wyszków nach Węgrów).

## Gemeinde
Zur Stadt- und Landgemeinde gehören neben der Stadt Łochów folgende Ortschaften mit einem Schulzenamt:
Baczki
Barchów
Brzuza
Budziska
Burakowskie
Dąbrowa
Gwizdały
Jasiorówka
Jerzyska
Kalinowiec
Kaliska
Kamionna
Karczewizna
Laski
Łazy
Łojew
Łopianka
Łosiewice
Majdan
Matały
Nadkole
Ogrodniki
Ostrówek
Pogorzelec
Samotrzask
Szumin
Twarogi
Wólka Paplińska
Zagrodniki
Zambrzyniec
Weitere Orte der Gemeinde sind Gajówka Nadkole, Jerzyska-Gajówka, Kaczeniec, Łojki, Łosiewice (osada leśna), Samotrzask (osada leśna) und Zagrodniki (osada).

## Persönlichkeiten
- Eryk Kurnatowski (1883–1975), Grafentitel seit 1902, polnischer Senator; auf seinem Gut in Łochów gründete er Polens erste Pferdezucht